# Newman (Illinois)
Newman je grad u američkoj saveznoj državi Ilinois. Prema popisu stanovništva iz 2010. u njemu je živjelo 865 stanovnika.